# Вуж гадюковий
Вуж гадюковий (Natrix maura) — неотруйна змія з роду Вуж родини Вужеві.

## Опис
Загальна довжина досягає 70—100 см. Спостерігається статевий диморфізм — самиці більші за самців. Голова помірного розміру, широка, морда трохи конусоподібна, тулуб кремезний. На спині присутній темний зигзагоподібний малюнок, що надає деяку зовнішню схожість з гадюкою. По обидва боки зигзагоподібного малюнка на рівній відстані один від одного тягнуться круглі темні округлі плями. Окремі особини схожі за забарвленням на водяних вужів, інші зовсім позбавлені плям на спині й мають одноколірне оливково-зелене або темно-сіре забарвлення.

## Спосіб життя
Полюбляє місцини поблизу водойм — річок, озер. Добре плаває, а також лазить по прибережних деревах. Активний вночі. Живиться рибою, пуголовками, жабами, малими саламандрами.
Це яйцекладна змія. Самиця відкладає 3—16 яєць.

## Поширення
Мешкає у Марокко, Алжирі, Тунісі, Італії, Португалії, Іспанії, Франції. Зустрічається навіть у Швейцарії.

## Охорона
Natrix maura охороняється в Європі і занесений до Додатку ІІІ Бернської конвенції (охоронна категорія: вид підлягає охороні).